# Comuna de Turawa
Turawa (polaco: Gmina Turawa) é uma gminy (comuna) na Polónia, na voivodia de Opole e no condado de Opolski. A sede do condado é a cidade de Turawa.
De acordo com os censos de 2004, a comuna tem 9547 habitantes, com uma densidade 55,7 hab/km².

## Área
Estende-se por uma área de 171,46 km², incluindo:
- área agrícola: 30%
- área florestal: 52%

## Demografia
Dados de 30 de Junho 2004:
|                      | Total   | Total | Mulheres | Mulheres | Homens  | Homens |
| -------------------- | ------- | ----- | -------- | -------- | ------- | ------ |
|                      | pessoas | %     | pessoas  | %        | pessoas | %      |
| População            | 9547    | 100   | 4905     | 51,4     | 4642    | 48,6   |
| Densidade (pop./km²) | 55,7    | 100   | 28,6     | 28,6     | 27,1    | 27,1   |

De acordo com dados de 2002, o rendimento médio per capita ascendia a 1297,16 zł.

## Subdivisões
- Bierdzany
- Kadłub Turawski
- Kotórz Mały
- Kotórz Wielki
- Ligota Turawska
- Osowiec
- Rzędzów
- Turawa
- Węgry
- Zakrzów Turawski
- Zawada

## Comunas vizinhas
- Chrząstowice, Lasowice Wielkie, Łubniany, Opole, Ozimek, Zębowice